# جائزة اختيار النقاد للأفلام لأفضل ممثل في الكوميديا
جائزة اختيار النقاد للأفلام لأفضل ممثل في فيلم كوميديا هي جائزةٌ تُقدمها جمعية نقاد البث السينمائي للأشخاص العاملين في صناعة الأفلام السينمائيّة في حفل توزيع جوائز اختيار النقاد للأفلام السنوي. بدءت الجمعية توزيع جائزة أفضل ممثل في فيلم كوميديا سنة 2012.

## قائمة الفائزين والمرشحين
2012: برادلي كوبر — المعالجة بالسعادة‡
- جاك بلاك — Bernie
- بول رود — هذا هو سن الأربعين
- تشانينج تيتوم — 21 شارع جامب
- مارك والبيرغ — تيد

2013: ليوناردو دي كابريو — ذئب وول ستريت بدور جوردان بيلفورت‡
- كريستيان بيل — احتيال أمريكي ‡
- جيمس غاندولفيني — كفى حديثا
- سايمون بيج — نهاية العالم
- سام روكويل — في الخلف تماما

2014: مايكل كيتون — الرجل الطائر‡
- جون فافرو — الطاهي
- رالف فاينس — فندق بودابست الكبير
- بيل موري — St. Vincent
- كريس روك — أفضل خمسة
- تشانينج تيتوم — 22 شارع جامب